# Лелиенберг, Корнелис ван
Корнелис ван Лелиенберг (нидерл. Cornelis van Lelienbergh; около 1626, Гаага — после 1676, там же) — нидерландский художник Золотого века голландской живописи.
В 1646 году был принят в Гильдию Святого Луки в Гааге. В 1656 году участвовал в создании Confreriekamer van Pictura, братства, отделившегося от гильдии Святого Луки, к которому присоединились художники всех категорий и сословий.
В 1666 году, получив официальную работу, отправился в провинцию Зеландияй, которая, по-видимому, снизила его увлечённость живописью. Работал там до 1672 года.
Мастер натюрмортов.
Автор многих картин с изображениями битой дичи и птицы, фруктов, овощей и кухонной утвари, в которых ощутимо влияние Яна Баптиста Веникса (1621—1663). Для его работ характерны очень тонкие лессировочные слои и мягкие светотеневые переходы.
Полотна художника хранятся ныне в Рейксмюсеум (Амстердам), музее замка Целле, Баварских государственных собраниях картин и др.
|                                   |  |  |  |  |
| Картины Корнелиса ван Лелиенберга |  |  |  |  |